# Флаг Гренландии
Флаг Гренландии (дат. Grønlands flag, гренл. Kalaallit erfalasuat или Erfalasorput — «наш флаг») принят 21 июня 1985 года.
Представляет собой прямоугольное полотнище с двумя горизонтальными полосами. Сверху расположена полоса белого цвета, внизу — красного. Поверх полос расположен красно-белый круг. Верхняя часть круга красного цвета, нижняя — белого. Проект флага был предложен гренландским художником и бывшим министром культуры Туэ Кристиансеном.

## Описание
Полоса белого цвета символизирует ледяные горные вершины Гренландии, красная полоса — океан. Белая часть круга означает айсберги и паковый лёд, красная его часть — фьорды. Другие интерпретации трактуют круг на флаге как символ заходящего и встающего солнца. Цветовая гамма повторяет цвета флага Дании, владением которой является Гренландия.

## История
Первые попытки создания флага Гренландии относятся к 1973 году. Тогда проект флага представлял собой зелено-бело-синий скандинавский флаг. В следующем году был начат конкурс на создание флага; начался опрос жителей. Но окончательный вариант флага так и не был утверждён — большинство опрошенных предпочли флаг Дании. С получением широкой автономии правительство Гренландии начало конкурс на создание флага, где было рассмотрено более 600 проектов. Остановились на двух вариантах: рассечённом красно-белом круге на бело-красном поле и скандинавском кресте, взявшем за основу датский флаг с заменой красного цвета на зелёный. В результате голосования в гренландском парламенте победил бело-красный вариант флага, который получил 14 голосов против 11 у зелёно-белого. Обещанный парламентом референдум по данному вопросу проведён не был. 21 июня 1985 года флаг был окончательно утверждён.
Флаг оказался в точности таким же, как и флаг одного из гребных клубов в Дании, основанного задолго до выбора окончательного варианта флага Гренландии. Неизвестно, был ли этот случай плагиатом или простым совпадением, но клуб дал разрешение правительству Гренландии на использование флага.

## Галерея

Построение флага Гренландии
«Альтернативный» флаг Гренландии, предложенный в 1984 году (на манер скандинавских)